# Bulbophyllum deltoideum
Bulbophyllum deltoideum là một loài phong lan thuộc chi Bulbophyllum.